# Trait du Nord
Il Trait du Nord è una razza equina da tiro pesante originaria del nord della Francia e spesso ritenuta come la versione rustica dell'Ardennese.
Grazie al suo temperamento quieto, ma allo stesso tempo energico, risulta essere una razza molto apprezzata e questo in passato favorì il suo ampio impiego per il lavoro agricolo.

## Storia
La razza Trait du Nord risale al XIX secolo e trova origini nella Francia nord occidentale, nata nella regione dell'Hainaut e sviluppata nei vari dipartimenti di Pais de Calais, Aisne, Oise, Somme e Seine-et-Marne.

### Formazione
La creazione della razza Trait du Nord fu motivata dall'esigenza agricola della trazione animale nei campi e dall'utilizzo nell'industria e nelle miniere di carbone per il trasporto di minerali e di ferro. La necessità di un cavallo da tiro pesante rapido, caratteristica specifica del Trait du Nord, è stata realizzata attraverso l'incrocio di diverse razze appartenenti alla famiglia del "ramo Ardenno-Flammingo". Inizialmente vennero incrociate la razza da tiro Ardennese e il Belga da Tiro, per creare un cavallo forte, che fosse in grado di trainare carichi molto pesanti nonostante le ripide pendenze e caratterizzato da un'elevata rusticità e un temperamento docile. Ciò nonostante, risultò comunque troppo pesante, lento e poco agile nei movimenti. Per ovviare a questa mancanza e donare più eleganza alla razza, venne nuovamente incrociato con il Boulonnais.
Ebbe un enorme successo per la sua specificità in ambito agricolo, sebbene il riconoscimento del Trait du Nord come razza distinta dall'Ardennese non è stato immediato ma progressivo nel tempo, a causa della grande rimescolanza genetica e per la somiglianza con quest'ultimo.

### Evoluzione
Il suo nome variò molto in base all'epoca e al suo utilizzo.
Nel Novecento il Trait du Nord ricoprì un ruolo fondamentale durante la prima e la Seconda guerra mondiale, sia per il lato bellico sia per la produzione agricola francese. In questi anni alle attività quotidiane vennero affiancate anche delle gare da tiro, dove gli fu riconosciuto l'appellativo di "Ardennays, type du nord". Successivamente però negli anni cinquanta gli agricoltori si munirono di attrezzature meccaniche e questo portò ad una diminuzione drastica dell'allevamento di questa razza, tanto da arrivare agli anni settanta ad un pericolo di estinzione.
Con il crollo della trazione animale e la necessità di una ristrutturazione della politica di allevamento, fu cambiato il nominativo di Trait du Nord, riconosciuto nel 1903, in "Trait Ardennais du Nord".  Nel 1980 il suo utilizzo venne convertito nel mercato della carne, considerato l'unico sbocco economico per questa razza. Ma la massiccia diminuzione del consumo di carne equina dopo gli anni settanta, contribuì ad un'ulteriore riduzione di capi allevati.
Nel 1992 grazie ad una riqualificazione nell'equitazione per il tempo libero e per il lavoro, permise la sopravvivenza di questa razza nordica. Con il decreto pubblicato l'11 marzo 1994 nella gazzetta ufficiale, gli fu riassegnato l'appellativo di Trait du Nord.
Venne proibita poi successivamente, attraverso un'altra ordinanza del 1996, la caudectomia, ovvero il taglio della coda, in tutti i cavalli da tiro.
Fu introdotto nel 1997 il PMRE, ovvero il "Premio per le razze minacciate di abbandono". A questo contributo ne beneficiarono tutti gli allevatori che si presero in carico l'allevamento e la conservazione di questa razza, con un conseguente riconoscimento compreso tra i 100 e i 150 euro.
Venne inoltre fondata nel 1998 un'associazione specifica per il Trait du Nord da quindici allevatori, "Les amis du trait du Nord". L'obiettivo principale di questa associazione è la salvaguardia di questa razza, introducendola in nuovi mercati per permetterne la diffusione in più settori, quali il settore agricolo e l'equitazione ricreativa; oltre all'utilizzo in alcune aree forestali fragili che necessitano il disboscamento, per preservarne la biodiversità.

## Morfologia

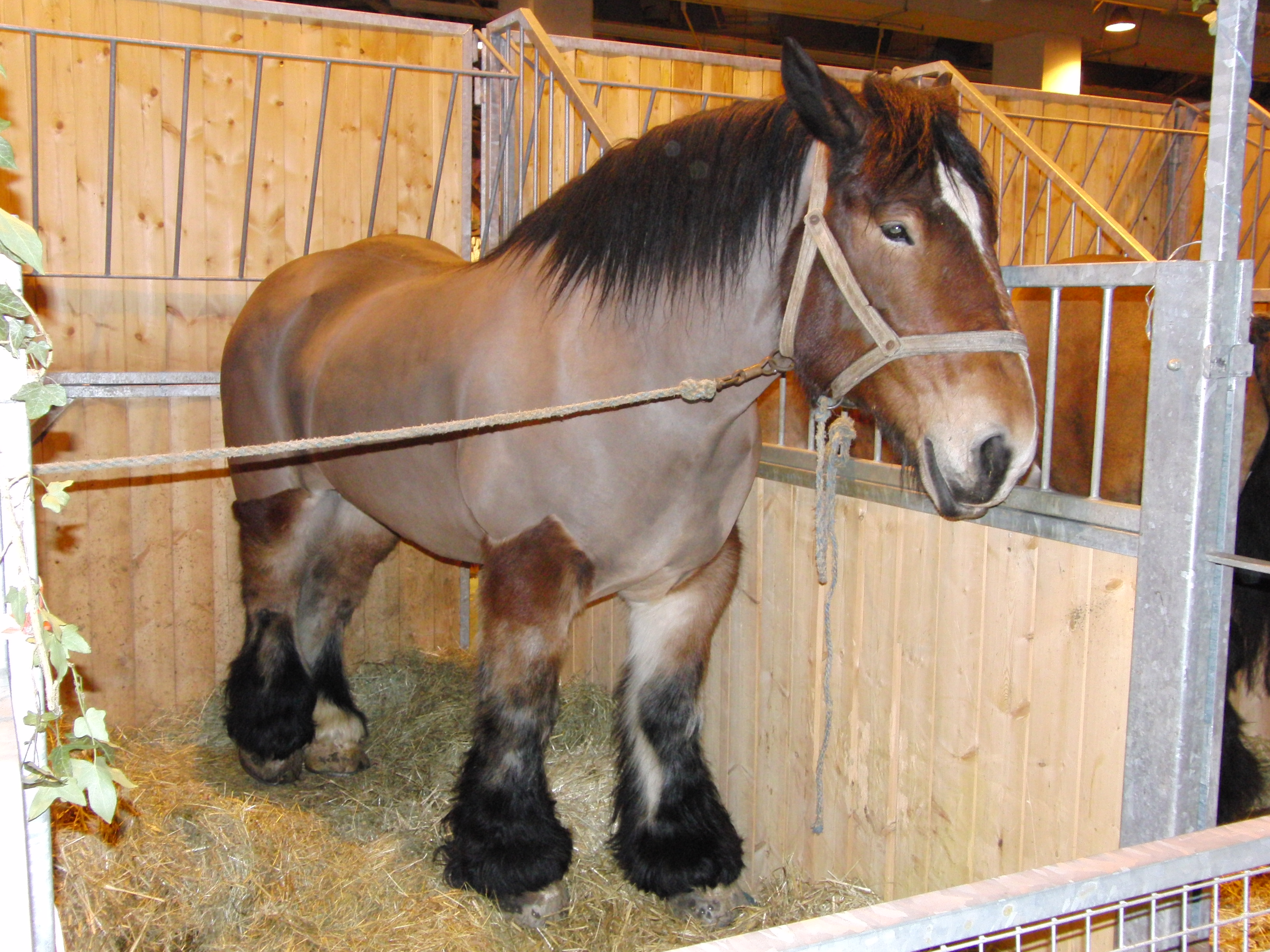
Cavallo di razza Trait du Nord

Il Trait du Nord è un cavallo di tipo brachimorfo (con corporatura accorciata e tozza) che si caratterizza per:
- Altezza al garrese: variabile dai 1,60-1,65m (generalmente), più nel dettaglio la giumenta arriva attorno a 1,68m mentre lo stallone a 1,75m. Per quanto riguarda i puledri invece, per essere candidati campioni a trenta mesi devono essere alti 1,63m mentre, all'età di tre anni, devono misurare 1,65m;
- Peso: si aggira attorno agli 800-900 Kg, ma alcuni stalloni possono arrivare anche a 1000 Kg;
- Mantello: baio, ubero, roano e sauro;
- Testa: pesante con fronte larga, profilo rettilineo e ganasce molto evidenti;
- Orecchie e occhi: piccoli;
- Collo: tipico di un cavallo da tiro, ovvero corto e muscoloso;
- Garrese: piuttosto ampio e decisamente poco sporgente;
- Groppa: sicuramente larga e muscolosa;
- Coda: la coda presenta un'attaccatura piuttosto bassa;
- Crini: a differenza delle altre razze sono decisamente molto folti e abbondanti;
- Torace: ampio e profondo;
- Spalle: muscolose e con una buona inclinazione;
- Arti: brevi con buoni appiombi e decisamente molto potenti, caratterizzati da un pelo lungo al di sotto del ginocchio e del garretto;
- Articolazioni: larghe e asciutte, con la presenza di tendini netti ed anch'essi dall'aspetto asciutto;
- Garretti: larghi e poco sporgenti;
- Piedi: zoccoli molto ampi, con unghie molto solide e soprattutto molto resistenti;

Caratteristiche particolari: sotto il garretto e il ginocchio si trovano dei ciuffi di pelo che tendono ad infoltirsi verso la prossimità del pastorale.

## Presentazione in concorso

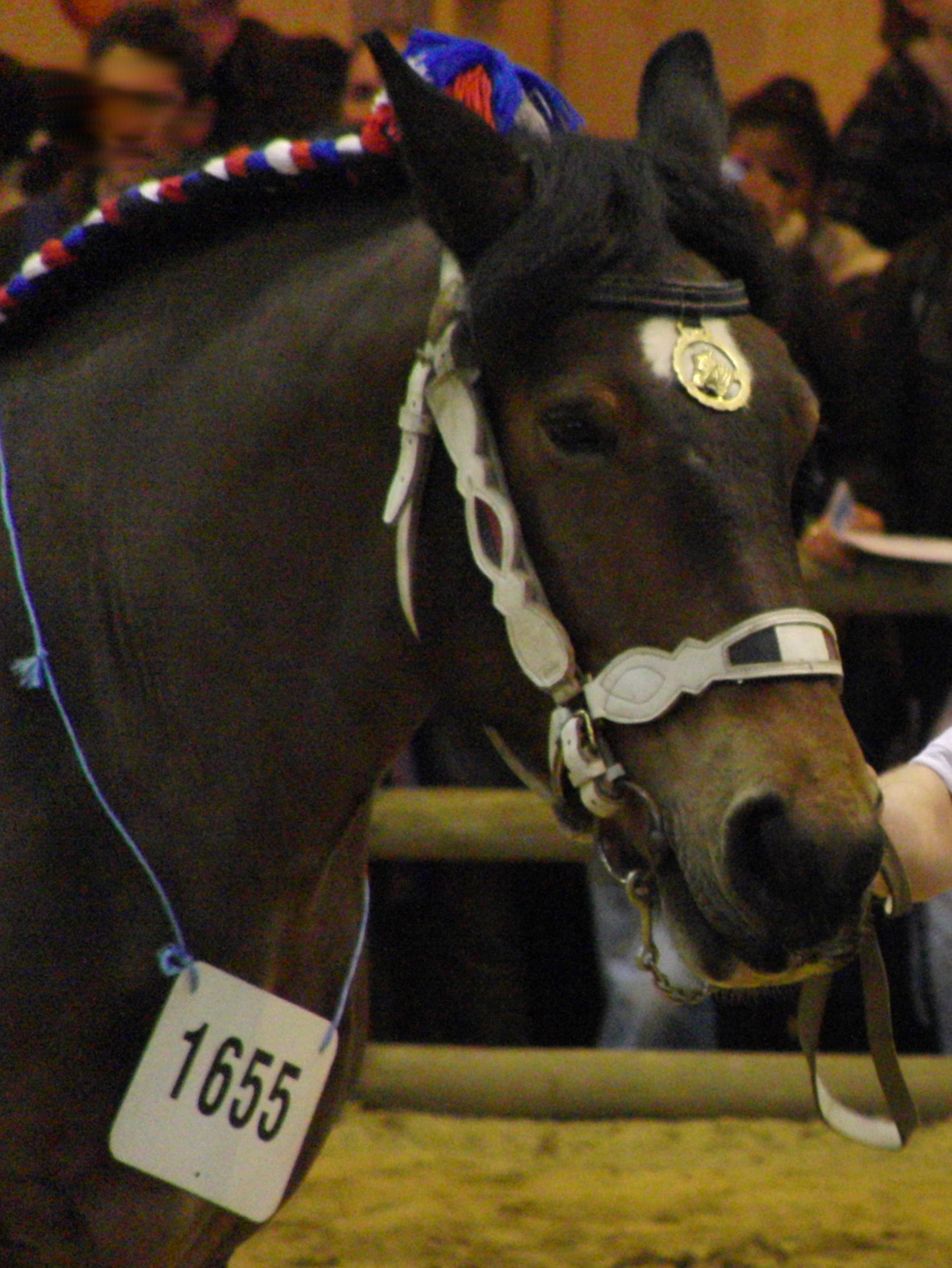
Decorazione della criniera in concorso

Il Trait du Nord durante i concorsi viene presentato con la criniera intrecciata ed abbellita con dei nastri blu-bianco e rosso. L'utilizzo di questa "decorazione" è resa obbligatoria a partire dall'età di due anni.
L'accompagnatore deve presentarsi con un abbigliamento apposito per il concorso, ovvero con pantaloni e camicia bianca mentre la cravatta di colore blu.

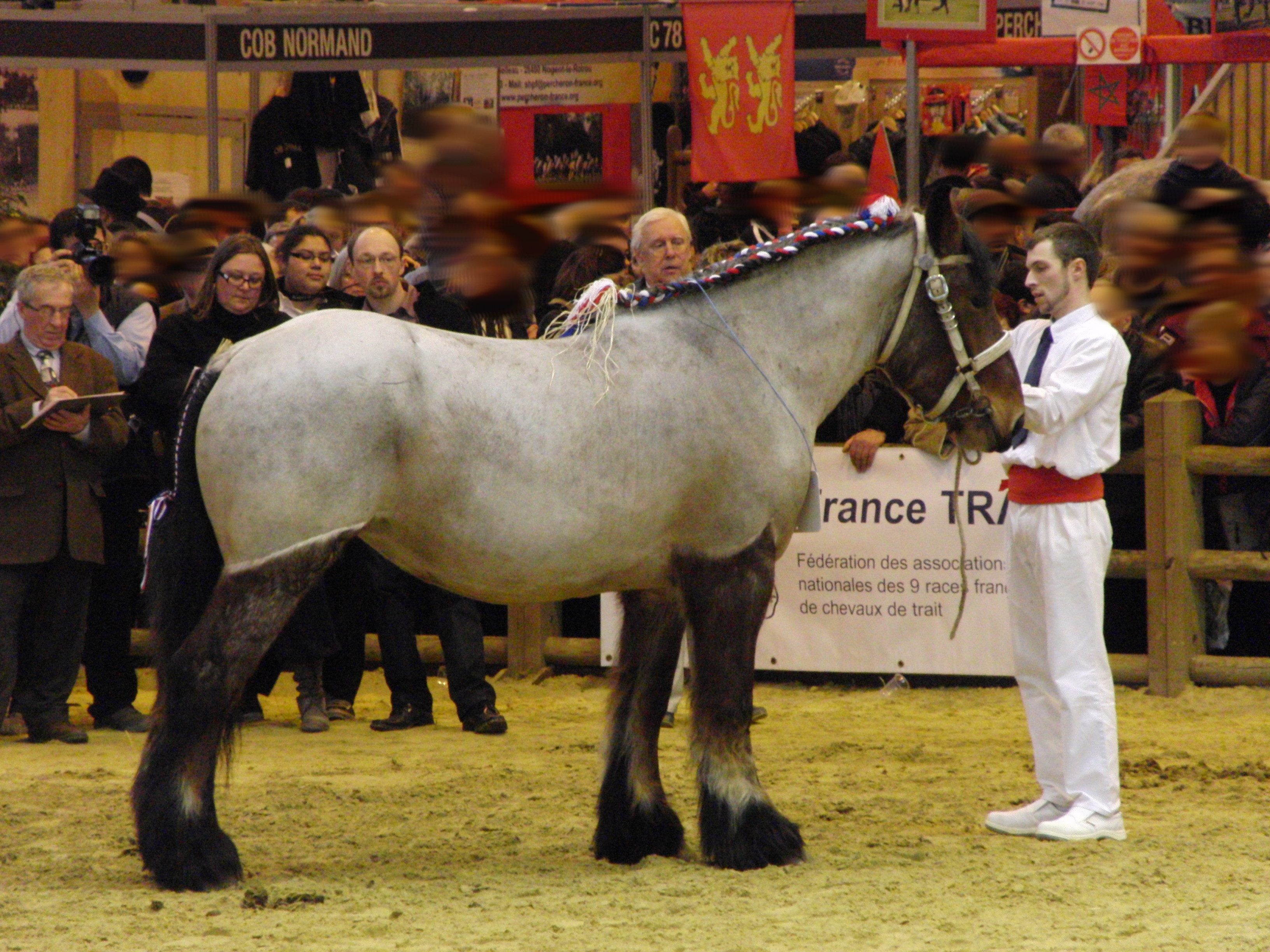
Cavallo Trait du Nord in concorso e accompagnatore

## Finimenti utilizzati durante il lavoro

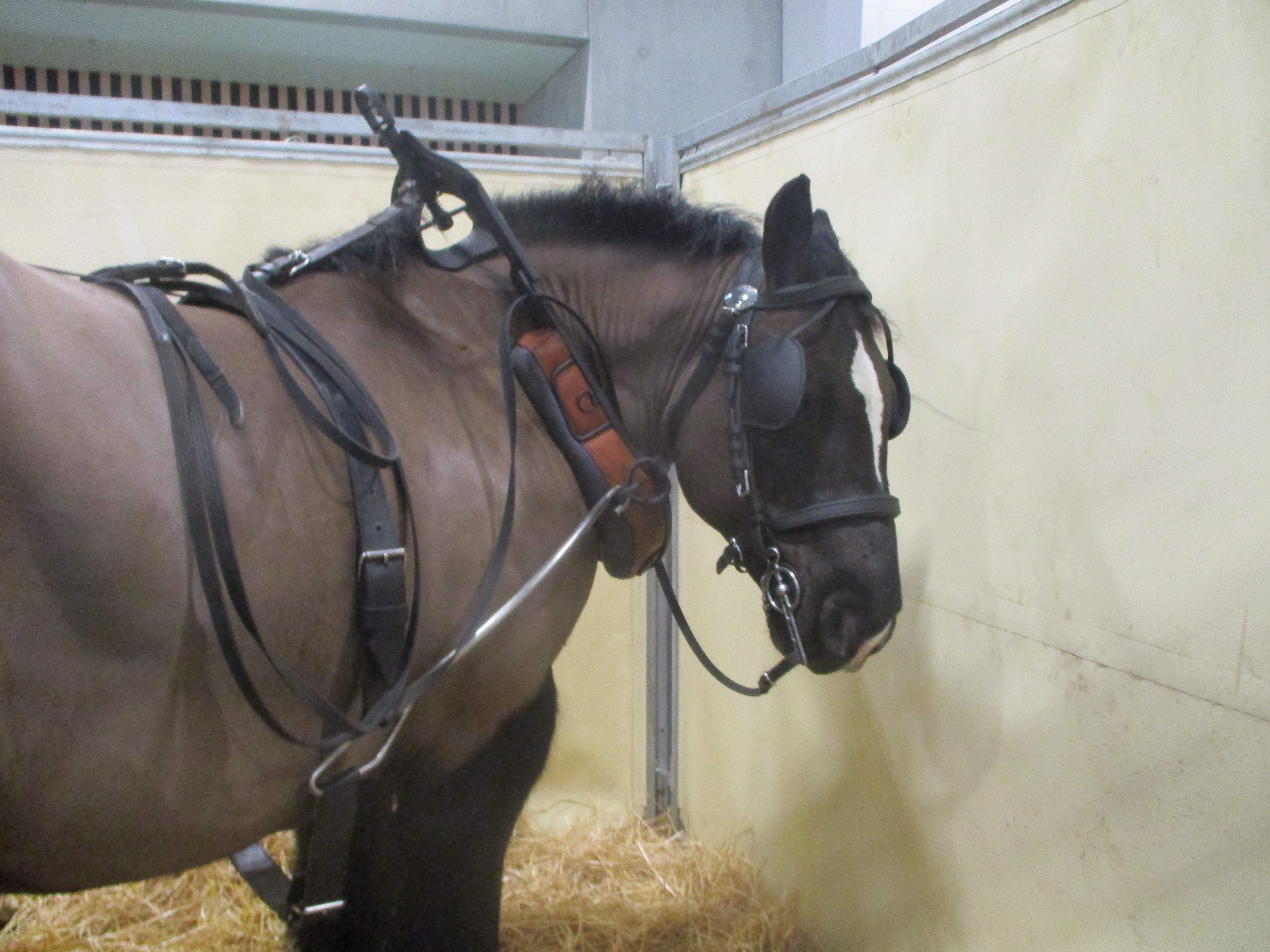
Finimenti utilizzati su un cavallo di razza Trait du Nord

Durante il lavoro (in maniera particolare quello agricolo) viene utilizzato un particolare collare chiamato "Collier Flamand" che aiuta l'uomo a destrare il cavallo con facilità. A questo collare viene legato, tramite un apposito anello, una corda che con dei semplici impulsi/scatti continui, permette di direzionare il cavallo.

## Utilizzi
Grazie al suo temperamento docile e alla sua notevole forza, il Trait du Nord è stato utilizzato in passato per le attività agricole, il trasporto di carichi pesanti, la silvicoltura e il lavoro minerario.
Al giorno d'oggi viene impiegato per il lavoro agricolo, l'orticoltura, il trasporto di legname, le escursioni a cavallo e le competizioni.

## Libro genealogico e associazione di razza
A partire dal 1903, la razza Trait du Nord dispone di un sindacato incaricato di gestire il libro genealogico della razza, favorirne la tutela e conservazione e organizzare concorsi ed eventi. La sede di tale sindacato è ubicata presso il municipio di Cambrai.
Affinché un cavallo possa essere definito di razza Trait du Nord e venir iscritto al libro genealogico è necessario che soddisfi i requisiti minimi stilati dalla Commission du Livre Généalogique, approvati dal Ministero dell'Agricoltura francese e pubblicati annualmente sul sito dell'associazione di razza.
All'interno del libro genealogico (o stud-book) della razza Trait du Nord è possibile trovare:
- L'elenco degli stalloni approvati per produrre la razza;
- L'elenco delle fattrici che possono produrre puledri di razza;
- L'elenco dei puledri iscritti alla nascita nel libro genealogico della razza;
- L'elenco degli animali inizialmente registrati;
- L'elenco degli allevatori di cavalli Trait du Nord;

Oltre a questi elenchi, nei vari articoli del libro sono descritte:
- Le modalità di iscrizione degli animali al libro genealogico: questa attività infatti differisce a seconda che l'animale nasca da animali già iscritti al libro oppure no;
- La commissione incaricata della gestione del libro genealogico, le sue missioni e le sue regole fondamentali;
- Le tecniche di riproduzione approvate: possono essere iscritti al libro genealogico gli animali ottenuti per fecondazione artificiale e per embrio-transfer mentre non possono essere iscritti quelli ottenuti mediante pratiche di clonazione. L'utilizzo di seme di stalloni non più in vita o a cui è stata poi praticata la castrazione è approvato dal regolamento;
- I costi e le modalità di pagamento per l'esaminazione degli animali, la loro iscrizione al libro e l'iscrizione degli allevatori al libro;
- Altre informazioni come ad esempio l'articolo 13 che norma la marchiatura degli animali che rientrano nei requisiti minimi di razza Trai tdu Nord con una "N" stilizzata posta sul lato sinistro del collo;

In allegato al libro genealogico sono inoltre elencati gli standard morfologici del cavallo Trait du Nord.

## Allevamento
L'allevamento dei cavalli di razza Trait du Nord si concentra nei dipartimenti francesi di Seine-et-Marne, Aisne, Pas-de-Calais e Somme.
Il numero di riproduttori ad oggi è pressoché stabile: 200 fattrici coperte per un centinaio di parti.

## Manifestazioni ed eventi
Nel 1995 alla razza Trait du Nord fu riconosciuto il titolo di vincitore del "International Workhorse Trophy" a Parigi ed ottenne il primo premio per il sollevamento pesi nel 2010.
L'ultima domenica di luglio di ogni anno, nella piazza di Cambrai si tiene una sfilata dei migliori soggetti di razza Trait du Nord.
Questa razza partecipa, con cadenza bi o triennale, alla "Route du Poisson" di Parigi, la più grande staffetta equina d'Europa ripercorrente la tratta Boulogne-Parigi che veniva fatta per il trasporto di pesce fresco nel XIX secolo.